# Wörsdorf (Hessen)
Wörsdorf is een plaats in de Duitse gemeente Idstein, deelstaat Hessen, en telt 3638 inwoners (2007).

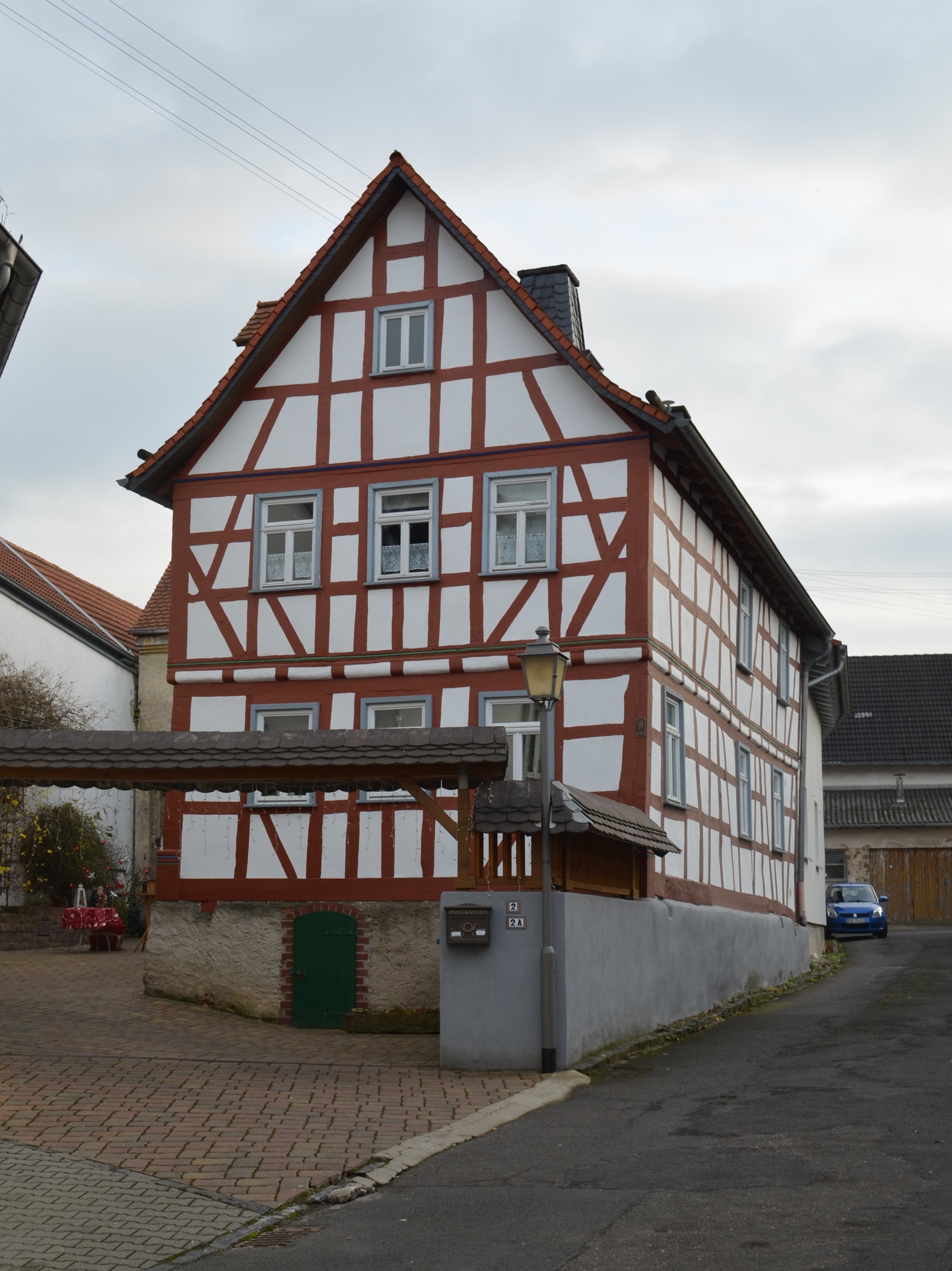
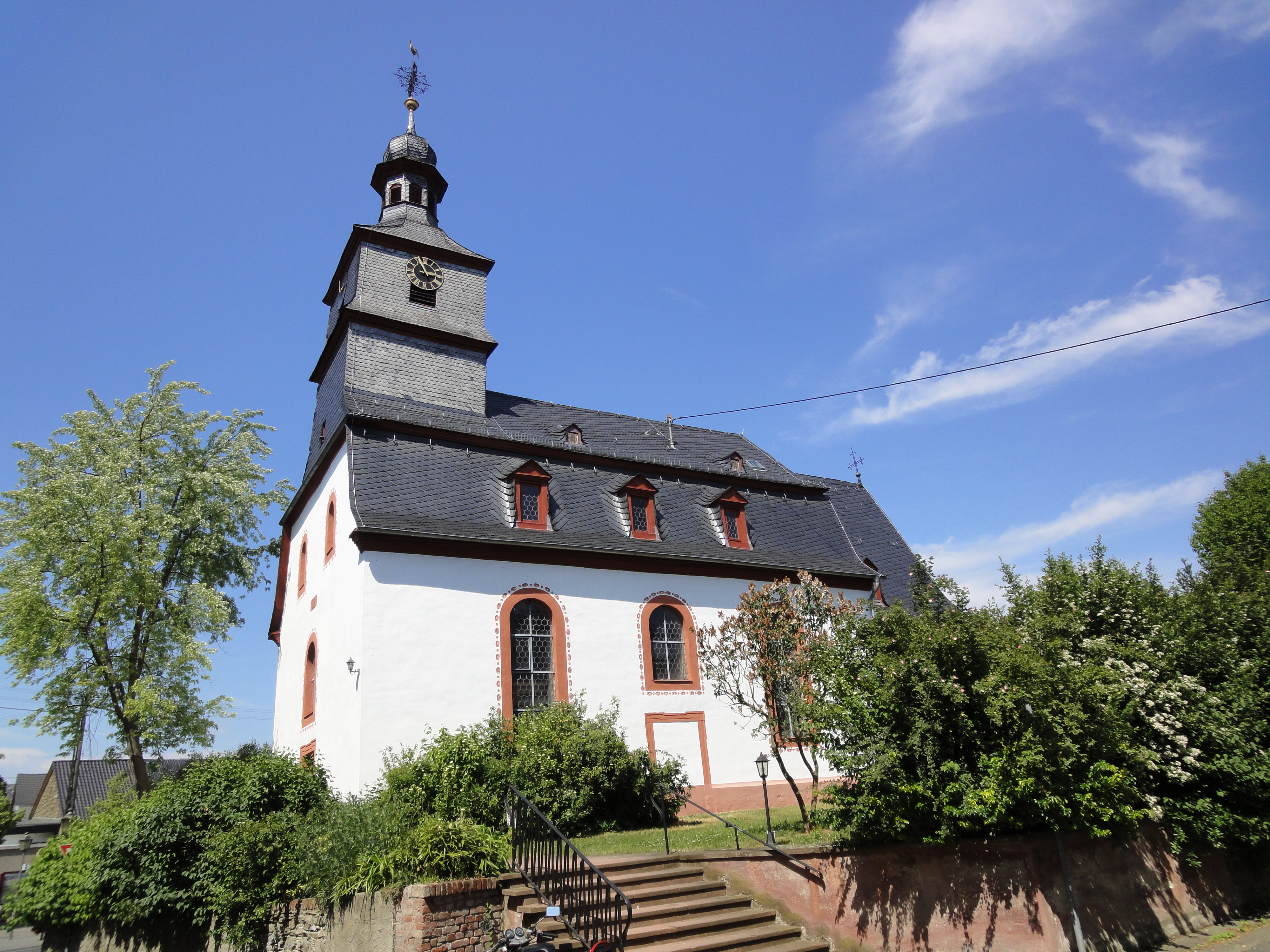